# Ferrovia Palermo-Messina
La ferrovia Palermo-Messina (spesso indicata anche come Messina-Palermo) è la direttrice ferroviaria principale della Sicilia settentrionale e collega le due importanti città di Messina e Palermo e i centri abitati della costa tirrenica. È inoltre parte dell'Asse ferroviario 1 della Rete ferroviaria convenzionale trans-europea TEN-T.
La linea è in comune con la ferrovia Palermo-Catania e Palermo-Agrigento ed è l'ideale prosecuzione della ferrovia Palermo-Trapani della costa tirrenica, collegando quindi le due città opposte (Messina e Trapani) dell'isola da est a ovest.
Le principali città servite sono Bagheria, Termini Imerese, Cefalù, Sant'Agata di Militello, Capo d'Orlando, Patti, Barcellona Pozzo di Gotto e Milazzo.
Inizialmente a semplice binario, la ferrovia ha subito diversi interventi infrastrutturali che spesso ne hanno modificato il tracciato portando al raddoppio del binario per il 61 % del suo percorso, ovvero per circa 137 km, e a binario unico per i restanti 87 km.

## Storia
Il primo tratto, costruito dalla Società Vittorio Emanuele e aperto il 28 aprile 1863, costituiva la direttrice Palermo-Bagheria. L'anno dopo vennero aperti ulteriori 18 km di ferrovia fino a Trabia e infine nel 1866 il treno giunse a Termini Imerese; ci vollero altri tre anni perché arrivasse a Fiumetorto. Da qui, piegando verso l'interno, raggiungeva Cerda costituendo il primo tratto della ferrovia, di interesse minerario e commerciale, per Lercara e Porto Empedocle. Le difficoltà orografiche del percorso costiero per Messina e soprattutto la crisi finanziaria della Vittorio Emanuele fecero accantonare in un primo momento ogni ipotesi di proseguimento. Per raggiungere Messina via ferrovia si dovette attendere il 1882 ma tramite un giro lunghissimo via Girgenti (Agrigento), Caltanissetta e Catania.
| Tratta                     | Inaugurazione     |
| -------------------------- | ----------------- |
| Palermo–Bagheria           | 28 aprile 1863    |
| Bagheria–Trabia            | 25 luglio 1864    |
| Trabia–Termini Imerese     | 20 febbraio 1866  |
| Termini Imerese–Fiumetorto | 1º aprile 1869    |
| Fiumetorto–Cefalù          | 20 aprile 1887    |
| Messina–San Filippo        | 20 giugno 1889    |
| San Filippo–Milazzo        | 20 agosto 1890    |
| Milazzo–Barcellona         | 27 settembre 1890 |
| Barcellona-Oliveri         | 15 giugno 1891    |
| Oliveri-Patti              | 25 maggio 1892    |
| Patti–Capo d'Orlando       | 20 novembre 1893  |
| Cefalù–Castelbuono         | 25 marzo 1894     |
| Castelbuono–Tusa           | 20 novembre 1894  |
| Tusa–Capo d'Orlando        | 16 giugno 1895    |

Quasi vent'anni dopo l'apertura della tratta fino a Fiumetorto i lavori di costruzione della linea tirrenica sicula ripresero a cura della nuova concessionaria, la Società per le strade ferrate della Sicilia, che avviò i lavori nel primo tratto di linea costiera per Messina attivando, il 20 aprile 1887, i 23,72 km di linea ferrata fino a Cefalù; Fiumetorto divenne una stazione di diramazione dando così inizio all'attuale e più breve collegamento con Messina.
I lavori iniziarono anche dal lato dello Stretto e, nel 1889, entrò in funzione la tratta Messina Centrale - Messina Scalo - Villafranca Tirrena con un tortuoso tracciato di 17,098 km caratterizzato da pendenze molto elevate e da diverse gallerie per superare l'ostacolo dei Monti Peloritani. Alla fine del 1890 entrò in funzione la tratta Milazzo-Barcellona e verso la fine del 1891 la tratta San Filippo-Santa Lucia-Novara-Montalbano-Furnari di 21,32 km. Nel 1892 si arrivò alla stazione di Patti-San Piero Patti e alla fine del 1893 a quella di Capo d'Orlando.
Il 16 giugno del 1895, con l'attivazione della tratta di 49 km tra Capo d'Orlando e Tusa, venne stabilito l'esercizio della intera linea con trazione a vapore come peraltro era avvenuto su tutta la rete siciliana. Da allora il tracciato ha subito pochi cambiamenti fin quasi alla fine del XX secolo.
La seconda guerra mondiale causò gravi danni alla linea in seguito all'avanzata degli Alleati verso Messina nel 1943; presto, tuttavia, vennero iniziati i lavori di ripristino e con l'avvento delle ALn 772 i treni rapidi della linea vennero velocizzati.
Tra il 1951 e il 1955 si ebbe l'elettrificazione della linea a cui fece seguito il raddoppio tra Palermo e Fiumetorto, tratto in comune con la linea per Agrigento e Catania, e il 15 ottobre 1955 la trazione sull'intera linea divenne elettrica a 3000 volt con corrente continua.
In seguito alla Legge 17/1981 del famoso "piano integrativo" ed in particolare al Decreto Ministeriale del 04/10/81 nº 1881 venne avviato l'iter progettuale per il raddoppio della tratta Messina–Patti.
Nel 1984, in seguito alla stipulazione della "Convenzione 90/84" sottoscritta tra il Raggruppamento Costanzo (impresa costruttrice) e le Ferrovie dello Stato, le FS affidarono i lavori di raddoppio del tronco "S. Filippo – Terme Vigliatore" e, successivamente, del tronco "Terme Vigliatore – Patti" al "Consorzio A.T.I." costituito dalle imprese Costanzo e I.R.A. Costruzioni Generali.
Nel 1986 iniziarono anche i lavori di scavo della nuova Galleria Peloritana, anch'essi nel progetto di raddoppio della linea, che avrebbero eliminato il difficoltoso valico dei Monti Peloritani, la cui pendenza era prossima al 30 per mille e obbligava alla doppia trazione o alla spinta in coda dei treni pesanti.
Tramite il Decreto nº 1238 del 23.10.87, pubblicato nella G.U.R.S. nº 3 del 16.01.1988., fu definitivamente approvato dall'Assessorato al Territorio e all'Ambiente il progetto di raddoppio del tronco Messina-Acquedolci con la scelta di mantenere in esercizio anche il vecchio tracciato storico tra Novara M.F. e Patti-San Piero Patti per il solo servizio locale; a tal scopo, venne realizzato un opportuno bivio tra il nuovo ed il vecchio tracciato realizzato nel territorio di Terme Vigliatore.
Nel 1988 vennero appaltati i lavori di raddoppio della "Galleria Madonna del Tindari" e successivamente, nel 1991, l'intero tronco "Terme Vigliatore – Patti".
Il 29 novembre 1991 fu dismessa la stazione di Milazzo, sita in piazza Marconi, e il 1º dicembre dello stesso anno anche le stazioni di Barcellona-Castroreale e Terme Vigliatore, sostituite nel giro di poche ore rispettivamente dalla nuova stazione di Milazzo (30 novembre) e dalle due nuove stazioni di Barcellona-Castroreale e Terme Vigliatore (1º dicembre) a completamento del nuovo tronco a doppio binario "San Filippo - Terme Vigliatore".
I lavori per la realizzazione del nuovo tracciato "Bivio Terme Vigliatore - Patti-San Piero Patti", spostato più a monte rispetto al vecchio, procedettero molto lentamente in seguito a difficoltà tecniche nella realizzazione delle numerose gallerie (tra cui la più importante è la "Galleria Madonna del Tindari" di 4,651 km) per un totale di 8,8 km e nella realizzazione del bivio d'interscambio ed inoltre a causa di diversi scioperi degli operai delle imprese costruttrici. La "Galleria Madonna del Tindari" venne infatti completata soltanto il 4 dicembre 1998.

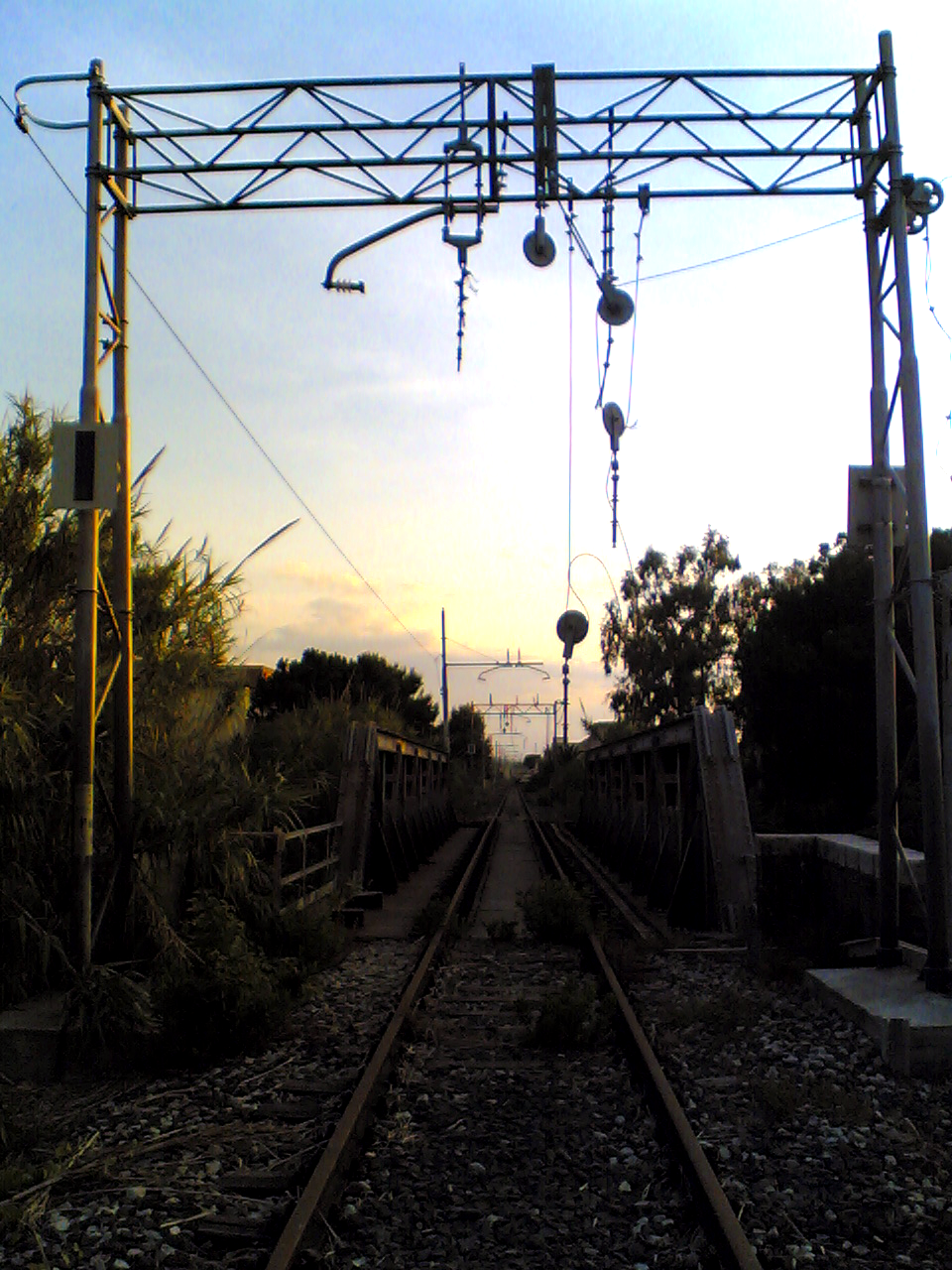
Ponte ferroviario sul torrente Cocuzzaro tra Spadafora e Venetico, appartenente alla linea dismessa il 9 agosto 2009.

Il 24 settembre del 2000 venne dismessa la stazione di San Filippo-Santa Lucia e il 29 novembre dell'anno successivo venne finalmente inaugurata la Galleria Peloritana di 12,817 km a doppio binario posta tra Villafranca Tirrena e Messina Scalo-Messina Centrale; in conseguenza fu dismessa la stazione di Camaro e il tracciato afferente e fu dismesso parte del vecchio tracciato a semplice binario tra Terme Vigliatore e Novara-Montalbano-Furnari; il 7 dicembre 2003, con l'attivazione del doppio binario banalizzato tra Barcellona C. e Novara M.F., viene ufficialmente dismesso anche il vecchio tracciato a semplice binario tra Terme Vigliatore e Novara-Montalbano-Furnari.
Nel 2004 tra San Filippo-Santa Lucia e Pace del Mela entrò in funzione un piccolo tratto di raddoppio.
L'11 dicembre 2005 fu dismessa la stazione di Villabate-Ficarazzelli.
Il 16 dicembre 2005 venne attivato il tratto Bivio Terme Vigliatore - Patti-San Piero Patti a doppio binario tra Terme Vigliatore e Novara-Montalbano-Furnari e a semplice binario tra quest'ultima e la stazione di Patti-San Piero Patti per un complesso di oltre 17 km.
Il 21 febbraio 2006 entrò in esercizio la nuova variante a doppio binario, "Bivio Terme Vigliatore - Patti-San Piero Patti" dopo una serie di proroghe sulla data prevista, slittata dal 2002 al 23 dicembre 2005 e successivamente al 2006, a causa del sequestro degli impianti operato dalla magistratura in seguito alla morte di un operaio folgorato mentre lavorava agli impianti elettrici presso la sottostazione elettrica di Patti.
Il 16 marzo 2008 venne dismessa la piccola stazione ferroviaria di Buonfornello e nello stesso anno entrarono in funzione altri due brevi tratti a doppio binario tra Villafranca Tirrena e Pace del Mela e tra Messina Scalo-Galleria Peloritana.
Il 31 luglio 2009 venne attivata la fermata di Ficarazzi e il 9 agosto dello stesso anno il binario dispari del nuovo percorso a doppio binario, di 8 km, tra Rometta Messinese e Pace del Mela con simultanea dismissione della tratta storica e delle stazioni di Roccavaldina - Scala - Torregrotta, Venetico e Spadafora-San Martino. Per tale tratta dismessa sono state avanzate diverse ipotesi di conversione e riutilizzo come pista ciclabile e pedonale, come circorvallazione stradale dei centri abitati o come combinazione delle due proposte.
Il 22 novembre 2009 è entrato in funzione il binario pari e le nuove stazioni di Torregrotta e Spadafora, completando così, dopo 23 anni, il raddoppio della tratta Messina-Patti-San Piero Patti.

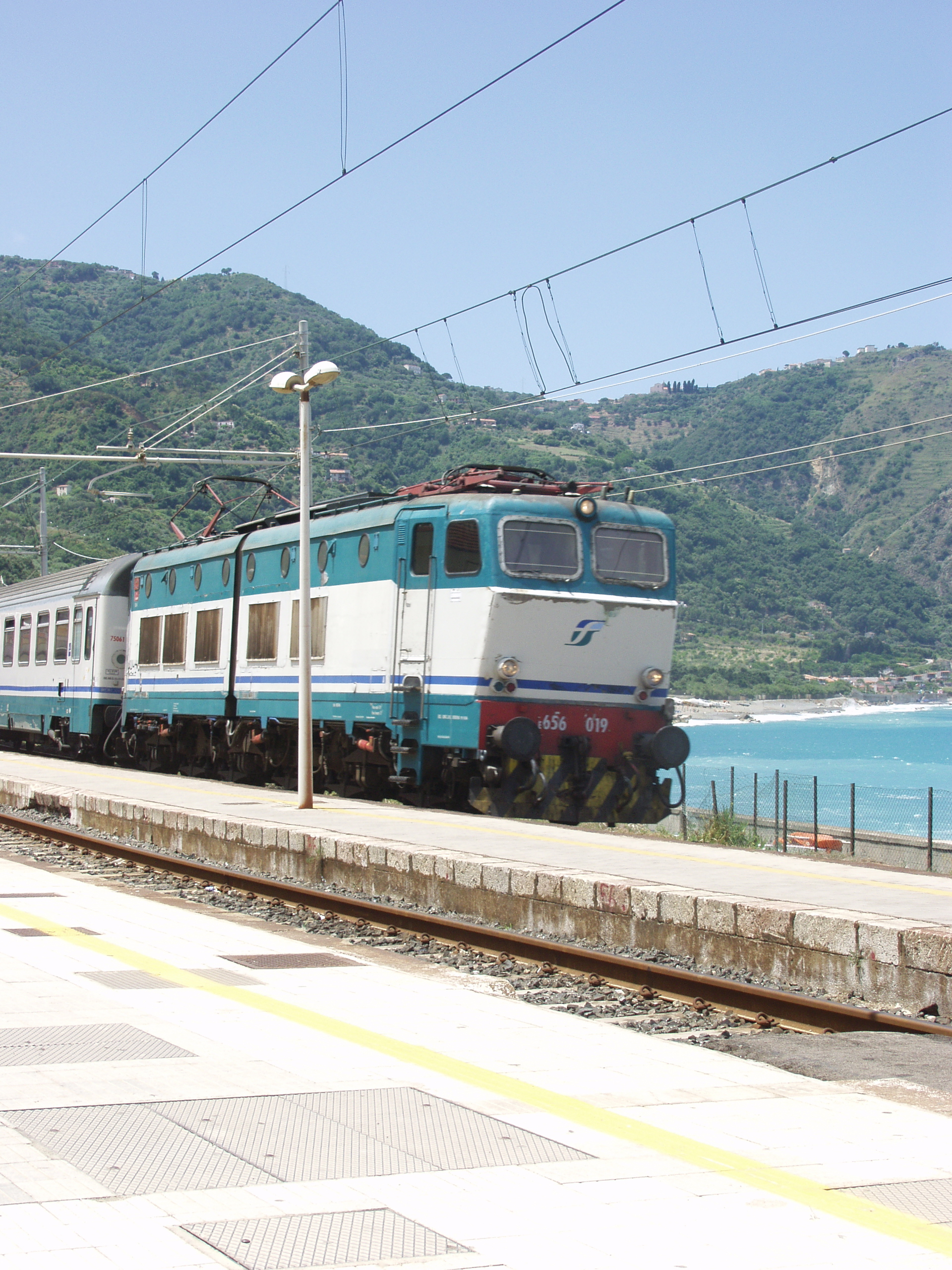
Un E.656 in transito a Gioiosa Marea con un intercity Palermo - Roma

Il 14 dicembre 2009 con l'entrata in vigore del nuovo orario di Trenitalia, viene dismesso l'impianto di Terme Vigliatore, entrato in servizio soltanto nel 1991.
Il 24 gennaio 2016 venne attivato il raddoppio del binario fra le stazioni di Fiumetorto e di Campofelice.
Il 18 dicembre 2016 venne dismessa la stazione di Lascari-Gratteri con contestuale attivazione della stazione di Lascari.
Nell’ambito dei lavori del raddoppio ferroviario Fiumetorto – Cefalù Ogliastrillo, il 17 settembre 2017 alle ore 04:00 venne attivata una variante di tracciato, inclusa la nuovissima galleria Monte Poggio Maria realizzata tra le stazioni di Lascari e Cefalù. Contestualmente furono eliminati ben 3 passaggi a livello ricadenti nella tratta storica dismessa tra Lascari e Contrada Ogliastrillo.
Il 17 dicembre 2017 venne attivato il raddoppio del binario fra la stazione di Campofelice e il posto di passaggio Ogliastrillo.
I lavori nella tratta Fiumetorto-Ogliastrillo, iniziati il 15 settembre 2008, sono terminati il 17 dicembre 2017, mentre i lavori della tratta Ogliastrillo-Castelbuono sono stati appaltati e affidati alla Toto Costruzioni S.p.A., in data 16 aprile 2012, ma per via via di una controversia tra il Comune di Cefalù ed RFI circa la realizzazione della fermata sotterranea di Cefalù, sono partiti a pieno ritmo il 18 aprile del 2019. L'opera costerà circa 400 milioni.
Con la ricostruzione in variante della ferrovia tra Fiumetorto e Castelbuono, la stazione di Cefalù verrà realizzata come fermata in sotterranea con collegamenti tecnologici di trasporto delle persone fino alla attuale piazza della stazione.,  saranno eliminati sette passaggi a livello e realizzati 13 chilometri di strada ferrata.
Per i restanti lavori è stato completato lo studio di fattibilità per il raddoppio degli 86 km della tratta Patti-Castelbuono, ma i lavori non sono ancora partiti.

## Caratteristiche
|  | Head station |

|  | Unknown route-map component "hKRZWae" |

| Unknown route-map component "CONT4+f" | Straight track |

| Unknown route-map component "ABZgl" + Unknown route-map component "BS2c2" | Unknown route-map component "ABZgr" + Unknown route-map component "BS2r" |

| Unknown route-map component "dSTR" | Unknown route-map component "dKDSTe" | Unknown route-map component "dSTR" |

| Unknown route-map component "BST2" | Unknown route-map component "STR+c3" |

| Unknown route-map component "STRc1" | Unknown route-map component "ABZg+4" |

|  | Station on track |

| (0+000) |
| 2+903   |

|  | Stop on track |

|  | Unknown route-map component "exCONTgq" | Unknown route-map component "eKRZu" | Unknown route-map component "exCONTfq" |

|  | Unknown route-map component "eHST" |

|  | Stop on track |

|  | Unknown route-map component "eHST" |

|  | Unknown route-map component "hKRZWae" |

|  | Station on track |

|  | Enter and exit short tunnel |

|  | Stop on track |

|  | Stop on track |

|  | Unknown route-map component "hKRZWae" |

|  | Station on track |

|  | Enter and exit short tunnel |

|  | Enter and exit short tunnel |

|  | Stop on track |

|  | Unknown route-map component "HSTeBHF" |

|  | Unknown route-map component "hKRZWae" |

|  | Enter and exit short tunnel |

|  | Station on track |

|  | Enter and exit short tunnel |

|  | Unknown route-map component "SKRZ-Au" |

|  | Unknown route-map component "hKRZWae" |

| Unknown route-map component "b" | Unknown route-map component "eABZg+l" | Unknown route-map component "exKINTeq" |

|  | Non-passenger station/depot on track |

| Unknown route-map component "CONTgq" | Unknown route-map component "ABZgr" |

|  | Unknown route-map component "exLCONTgq" | Unknown route-map component "eABZgLr" |  |

|  | Unknown route-map component "exKRW+l" | Unknown route-map component "eKRWgr" |  |

|  | Unknown route-map component "exBHF" | Straight track |  |

|  | Unknown route-map component "exhKRZWae" | Unknown route-map component "hKRZWae" |  |

|  | Unknown route-map component "exSKRZ-Au" | Unknown route-map component "SKRZ-Au" |  |

|  | Unknown route-map component "exKRWl" | Unknown route-map component "eKRWg+r" |  |

|  | Unknown route-map component "SKRZ-Au" |

|  | Station on track |

|  | Unknown route-map component "hKRZWae" |

| Unknown route-map component "b" | Unknown route-map component "eKRWgl" | Unknown route-map component "exKRW+r" |

| Unknown route-map component "b" | Stop on track | Unknown route-map component "exSTR" |

| Unknown route-map component "b" | Unknown route-map component "hKRZWae" | Unknown route-map component "exhKRZWae" |

| Unknown route-map component "b" | Straight track | Unknown route-map component "exBHF" |

| Unknown route-map component "b" | Enter and exit tunnel | Unknown route-map component "exSTR" |

| Unknown route-map component "b" | Non-passenger station/depot on track | Unknown route-map component "exSTR" |

| Unknown route-map component "b" | Unknown route-map component "eKRWg+l" | Unknown route-map component "exKRWr" |

|  | Unknown route-map component "exLCONTgq" | Unknown route-map component "eABZgLr" |  |

|  | Station on track |

|  | Enter and exit short tunnel |

|  | Enter and exit tunnel |

|  | Enter and exit short tunnel |

|  | Enter and exit short tunnel |

|  | Enter and exit tunnel |

|  | Unknown route-map component "exLCONTgq" | Unknown route-map component "eABZg+Lr" |  |

|  | Unknown route-map component "eBHF" |

|  | Enter and exit short tunnel |

|  | Enter and exit tunnel |

|  | Enter and exit short tunnel |

|  | Station on track |

|  | Unknown route-map component "hKRZWae" |

|  | Enter and exit tunnel |

|  | Enter and exit short tunnel |

|  | Enter and exit tunnel |

|  | Station on track |

|  | Small bridge over water |

|  | Enter and exit short tunnel |

|  | Unknown route-map component "eHST" |

|  | Small bridge over water |

|  | Unknown route-map component "exLCONTgq" | Unknown route-map component "eABZg+Lr" |  |

|  | Station on track |

|  | Small bridge over water |

|  | Station on track |

|  | Non-passenger station/depot on track |

|  | Small bridge over water |

|  | Station on track |

|  | Small bridge over water |

|  | Station on track |

|  | Unknown route-map component "hKRZWae" |

|  | Unknown route-map component "HSTeBHF" |

|  | Station on track |

|  | Unknown route-map component "hKRZWae" |

|  | Station on track |

|  | Enter and exit short tunnel |

|  | Enter and exit short tunnel |

|  | Enter and exit short tunnel |

|  | Enter and exit short tunnel |

|  | Unknown route-map component "hKRZWae" |

|  | Station on track |

|  | Unknown route-map component "eHST" |

|  | Enter and exit short tunnel |

|  | Enter and exit short tunnel |

|  | Station on track |

|  | Enter and exit tunnel |

|  | Enter and exit short tunnel |

|  | Enter and exit short tunnel |

|  | Stop on track |

|  | Unknown route-map component "eHST" |

|  | Unknown route-map component "SKRZ-Au" |

|  | Station on track |

|  | Unknown route-map component "BS2+l" | Unknown route-map component "BS2+r" |

|  | Small bridge over water | Enter and exit short tunnel |

|  | Enter and exit short tunnel | Straight track |

|  | Unknown route-map component "tSTRa" | Straight track |

|  | Unknown route-map component "tSTR" | Unknown route-map component "SKRZ-Au" |

|  | Unknown route-map component "tSTR" | Unknown route-map component "eHST" |

|  | Unknown route-map component "tSTR" | Enter and exit short tunnel |

|  | Unknown route-map component "tSTR" | Enter and exit tunnel |

|  | Unknown route-map component "tSTR" | Station on track |

|  | Unknown route-map component "tÜST" | Straight track |

|  | Unknown route-map component "tSTRe" | Straight track |

|  | Enter and exit short tunnel | Straight track |

|  | Enter and exit short tunnel | Straight track |

|  | Small bridge over water | Small bridge over water |

|  | Straight track | Stop on track |

|  | Enter and exit short tunnel | Straight track |

|  | Enter and exit short tunnel | Straight track |

|  | Enter and exit short tunnel | Straight track |

|  | Straight track | Unknown route-map component "SKRZ-Au" |

|  | Enter and exit short tunnel | Straight track |

|  | Enter and exit short tunnel | Straight track |

|  | Enter and exit short tunnel | Straight track |

|  | Straight track | Station on track |

|  | Small bridge over water | Small bridge over water |

|  | Enter and exit short tunnel | Straight track |

|  | Enter and exit short tunnel | Straight track |

|  | Enter and exit short tunnel | Straight track |

|  | Enter and exit short tunnel | Straight track |

|  | Straight track | Enter and exit short tunnel |

|  | Enter and exit short tunnel | Straight track |

|  | Straight track | Enter and exit short tunnel |

|  | Enter and exit short tunnel | Enter and exit short tunnel |

|  | Unknown route-map component "KRWg+l" | Unknown route-map component "xKRWgr" |

| 181+735 |
| 180+296 |

|  | Straight track | Unknown route-map component "exHST" |

|  | Stop on track | Unknown route-map component "exSTR" |

|  | Small bridge over water | Unknown route-map component "exWBRÜCKE1" |

|  | Straight track | Unknown route-map component "exTUNNEL2" |

|  | Station on track | Unknown route-map component "exSTR" |

|  | Straight track | Unknown route-map component "exBHF" |

|  | Small bridge over water | Unknown route-map component "exWBRÜCKE1" |

|  | Unknown route-map component "SKRZ-Au" | Unknown route-map component "exSKRZ-Au" |

|  | Small bridge over water | Unknown route-map component "exWBRÜCKE1" |

|  | Straight track | Unknown route-map component "exHST" |

|  | Station on track | Unknown route-map component "exSTR" |

|  | Straight track | Unknown route-map component "exBHF" |

|  | Small bridge over water | Unknown route-map component "exWBRÜCKE1" |

|  | Unknown route-map component "BS2l" | Unknown route-map component "eBS2r" |

|  | Unknown route-map component "eHST" |

| 196+321 |
| 199+634 |

|  | Station on track |

| Unknown route-map component "b" | Unknown route-map component "eKRWgl" | Unknown route-map component "exKRW+r" |

| Unknown route-map component "b" | Small bridge over water | Unknown route-map component "exWBRÜCKE1" |

| Unknown route-map component "b" | Unknown route-map component "emKRZo" | Unknown route-map component "exSTR" |

| Unknown route-map component "b" | Unknown route-map component "hKRZWae" | Unknown route-map component "exhKRZWae" |

| Unknown route-map component "b" | Straight track | Unknown route-map component "exmKRZo" |

| Unknown route-map component "b" | Stop on track | Unknown route-map component "exSTR" |

| Unknown route-map component "b" | Straight track | Unknown route-map component "exHST" |

| Unknown route-map component "b" | Enter and exit short tunnel | Unknown route-map component "exSTR" |

| Unknown route-map component "b" | Enter and exit short tunnel | Unknown route-map component "exSTR" |

| Unknown route-map component "b" | Straight track | Unknown route-map component "exHST" |

| Unknown route-map component "b" | Enter and exit short tunnel | Unknown route-map component "exSTR" |

| Unknown route-map component "b" | Enter and exit short tunnel | Unknown route-map component "exSTR" |

| Unknown route-map component "b" | Stop on track | Unknown route-map component "exSTR" |

| Unknown route-map component "b" | Straight track | Unknown route-map component "exHST" |

| Unknown route-map component "b" | Enter and exit short tunnel | Unknown route-map component "exSTR" |

| Unknown route-map component "b" | Enter and exit short tunnel | Unknown route-map component "exSTR" |

| Unknown route-map component "b" | Enter and exit short tunnel | Unknown route-map component "exSTR" |

| Unknown route-map component "b" | Unknown route-map component "eKRWg+l" | Unknown route-map component "exKRWr" |

|  | Station on track |

|  | Small bridge over water |

|  | Stop on track |

| Unknown route-map component "b" | Unknown route-map component "eKRWgl" | Unknown route-map component "exKRW+r" |

| Unknown route-map component "b" | Unknown route-map component "SKRZ-Au" | Unknown route-map component "exSKRZ-Au" |

| Unknown route-map component "b" | Unknown route-map component "tSTRa" | Unknown route-map component "exSTR" |

| Unknown route-map component "b" | Unknown route-map component "tSTR" | Unknown route-map component "exTUNNEL2" |

| Unknown route-map component "b" | Unknown route-map component "tSTR" | Unknown route-map component "exHST" |

| Unknown route-map component "b" | Unknown route-map component "tSTR" | Unknown route-map component "exTUNNEL2" |

| Unknown route-map component "b" | Unknown route-map component "tSTR" | Unknown route-map component "extSTRa" |

| Unknown route-map component "b" | Unknown route-map component "tSTR" | Unknown route-map component "extSTRe" |

| Unknown route-map component "b" | Unknown route-map component "tSTR" | Unknown route-map component "exHST" |

| Unknown route-map component "b" | Unknown route-map component "tSTR" | Unknown route-map component "exTUNNEL2" |

| Unknown route-map component "b" | Unknown route-map component "tSTR" | Unknown route-map component "exTUNNEL2" |

| Unknown route-map component "b" | Unknown route-map component "tSTR" | Unknown route-map component "exTUNNEL2" |

| Unknown route-map component "b" | Unknown route-map component "tSTR" | Unknown route-map component "exTUNNEL2" |

| Unknown route-map component "b" | Unknown route-map component "tSTR" | Unknown route-map component "exTUNNEL2" |

| Unknown route-map component "b" | Unknown route-map component "tSTRe" | Unknown route-map component "exSTR" |

| Unknown route-map component "b" | Unknown route-map component "eKRWg+l" | Unknown route-map component "exKRWr" |

| Unknown route-map component "CONTgq" | Unknown route-map component "ABZg+r" |

|  | Non-passenger station/depot on track |

|  | Station on track |

|  | Stop on track |

|  | Train travel on the ship |

La ferrovia è gestita da RFI che la classifica come linea complementare. Il tracciato, completamente elettrificato a corrente continua a 3000 volt, ha una lunghezza totale di 223,764 km (Palermo Centrale - Messina Centrale), in parte a binario unico ed in parte a doppio binario secondo il seguente schema:
- Palermo - Ogliastrillo: 63,37 km a doppio binario
- Ogliastrillo - Castelbuono: 12,08 km a binario semplice (raddoppio in corso)
- Castelbuono - Patti: 86,91 km a binario semplice (raddoppio in progetto)
- Patti - Bivio Terme Vigliatore - Messina: 61,42 km a doppio binario

è stata inoltre mantenuta in esercizio una parte di tratta storica così costituita:
- Patti - Novara-Montalbano-Furnari: 16,0 km a binario semplice
- Novara-Montalbano-Furnari - Bivio Terme Vigliatore: 1,95 km a doppio binario

Fino al 29 novembre 2001, la linea ferroviaria raggiungeva la massima altitudine nella stazione di Camaro, sul valico dei Monti Peloritani, a circa 133 m s.l.m. Dopo l'apertura della nuova Galleria Peloritana, la massima altitudine raggiunta dalla linea si trova fra la stazione di Bagheria e quella di Santa Flavia a 53 m s.l.m. Le pendenze massime del tracciato sono:
- 12 per mille tra Barcellona-Castroreale e Bivio Terme Vigliatore e tra la galleria Oliveri II e la galleria Madonna del Tindari;
- 11 per mille tra Casteldaccia e Santa Flavia-Solunto-Porticello e tra Rometta Messinese e Spadafora-San Martino.

La linea si presenta piuttosto eterogenea nei valori di velocità massima consentita molto differenti da tratta a tratta:
- partendo da Messina, dal km 219 al km 164+905 (galleria Madonna del Tindari) la velocità in rango A è di 140 km/h; in rango B varia tra 150 e 160 e in rango C tra 155 e (solo in qualche tratto) 180 km/h;
- scende a 135/145/150 km/h (rispettivamente rango A, B e C) fino al km 162+350, (tra la galleria Madonna del Tindari e Patti-San Piero Patti);
- il tratto intermedio a binario unico tra il km 162+350 (Patti-S.P.P.) e il km 63+350 (P.P. Ogliastrillo) presenta velocità frequentemente variabili tra 75 e 100 km/h (rango A), tra 80 e 110 km/h (rango B) e tra 85 e 120 km/h (rango C).
- la velocità di 140/155/160 km/h viene nuovamente raggiunta dal km 63+000 ma scende a 120/130/130 dal km 45+000;
- ulteriori variazioni: 90/95/100 dal km 38+000, 110/120/125 dal km 35+000, 120/125/135 dal km 20+370, 125/135/140 dal km 13+210 (stazione di Bagheria) fino alla stazione di Palermo Centrale.

Lungo la linea sono attivi i seguenti sistemi di sicurezza:
- Sistema di controllo della marcia del treno (SCMT), che controlla la frenatura automatica del treno in caso di eccesso di velocità dei convogli o di ignoramento segnale di via impedita;
- Sistema di Comando e Controllo (SCC), il traffico viene governato da un unico Posto centrale, ovvero da Palermo Centrale, che ha giurisdizione su tutta la linea, caratterizzata da importanti flussi di traffico sia merci, sia passeggeri e da elevate velocità di marcia dei treni;
- Sistema di telecomunicazione mobile (GSM-R), consente sia le tradizionali comunicazioni voce e dati sia lo scambio di informazioni tra i sistemi tecnologici di segnalamento e controllo della circolazione più avanzati.

La Ferrovia nei pressi di Terme Vigliatore

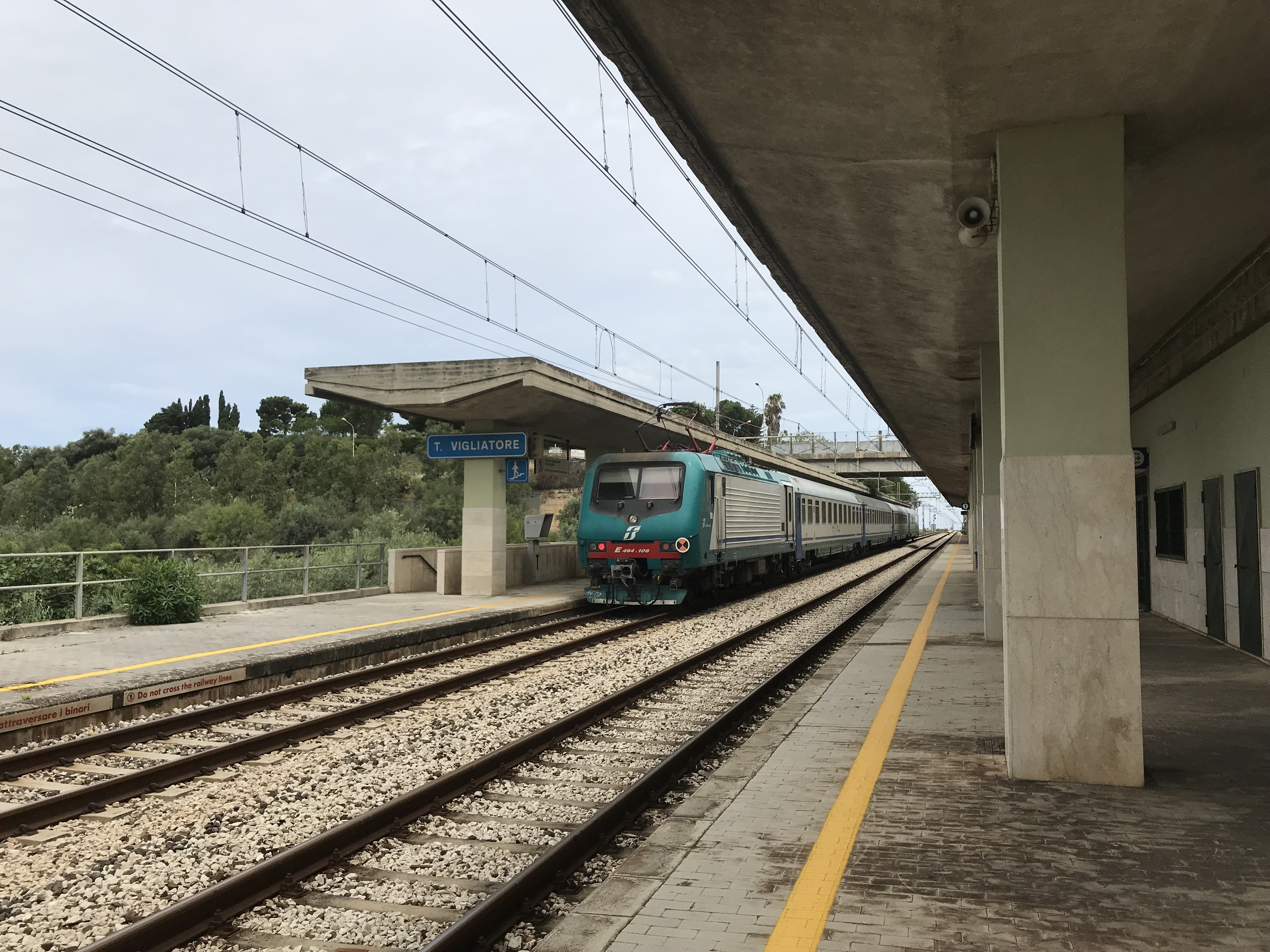
La Stazione di Terme Vigliatore il 3 giugno 2002

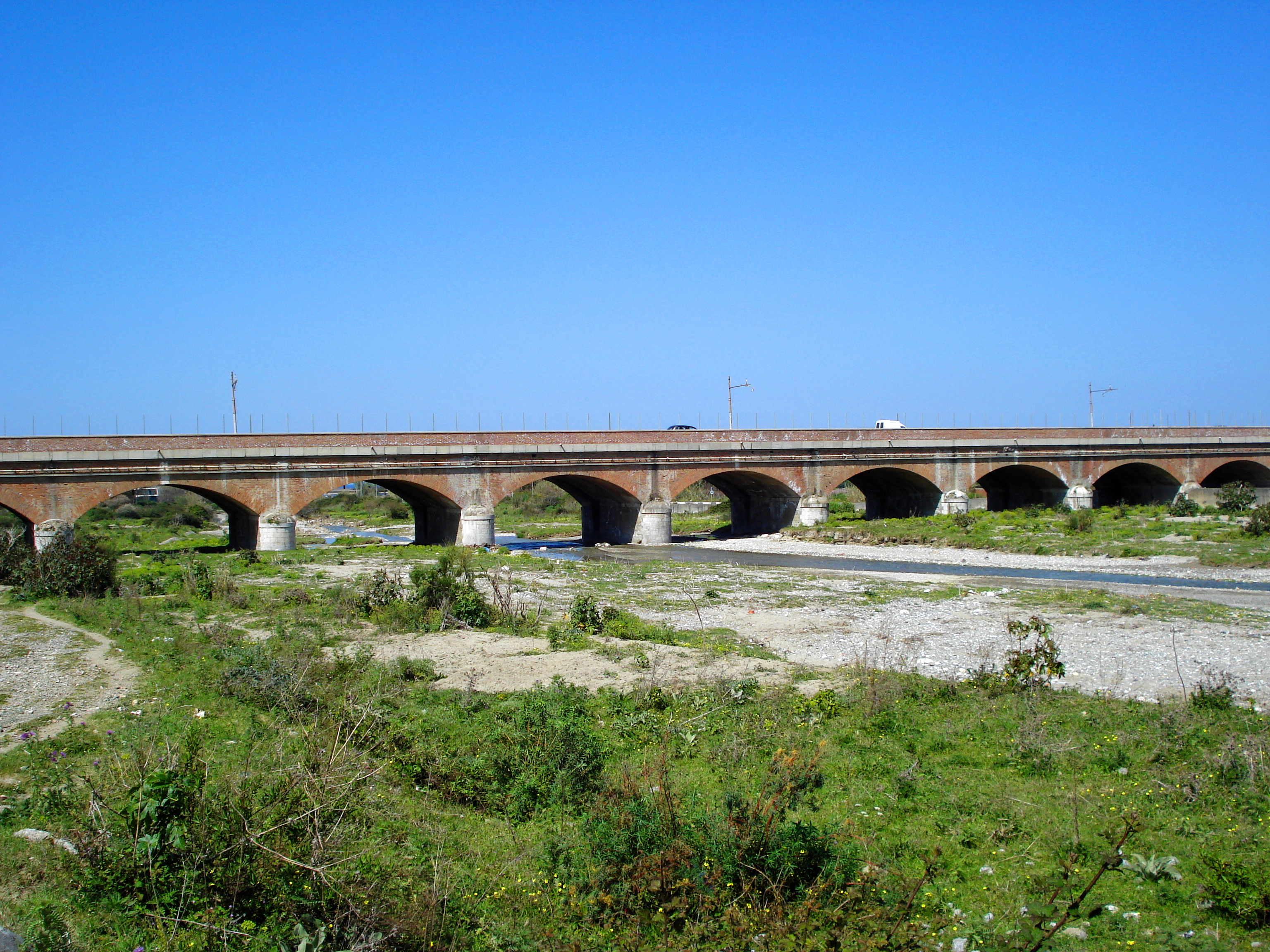
Ponte sul Niceto tra Torregrotta e Pace del Mela, appartenente ai tratti dismessi tra il 2004 e il 2010, attualmente è utilizzato solo dalla SS 113

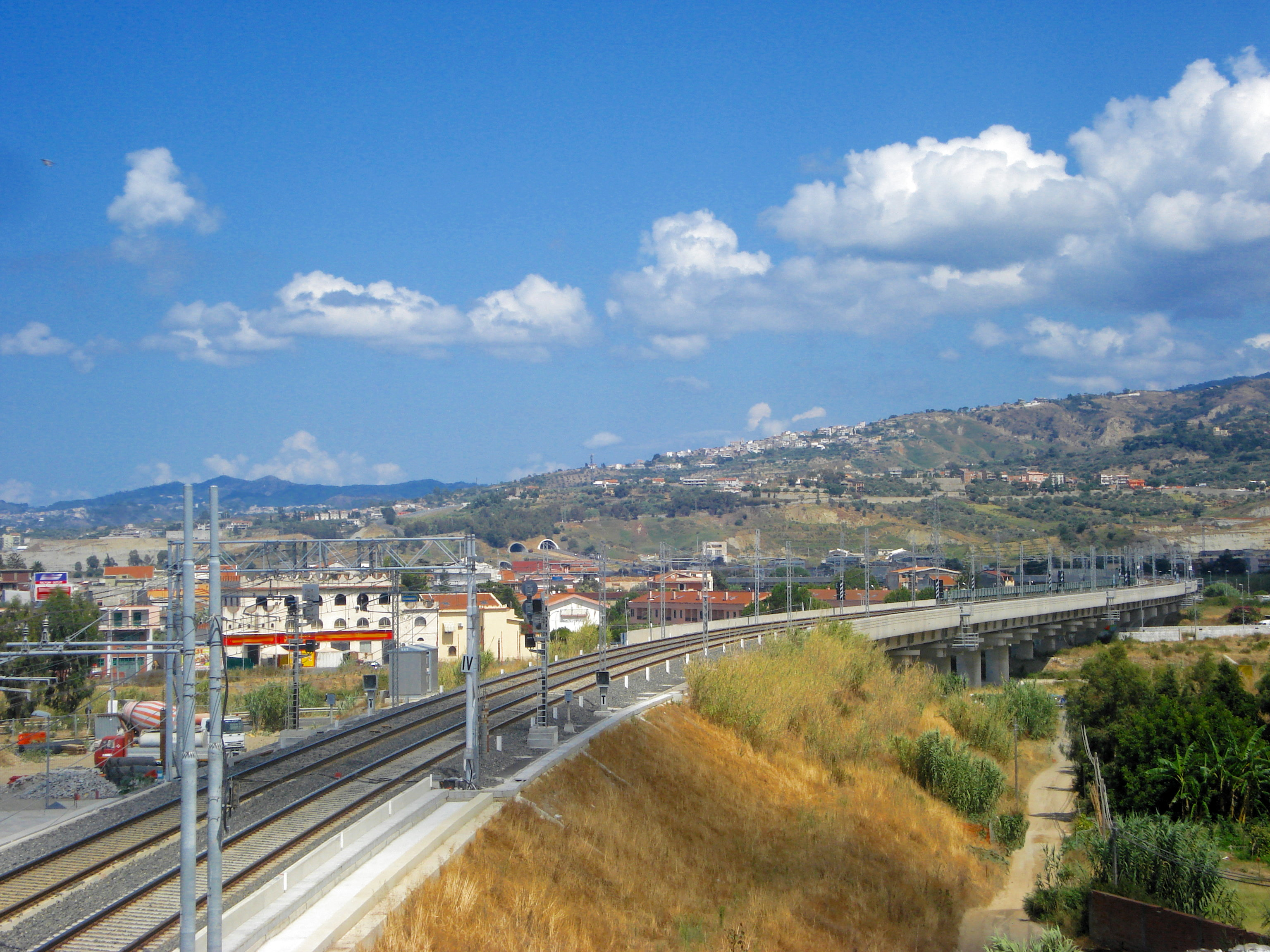
La linea Palermo-Messina nella valle del Niceto, tra le stazioni di Pace del Mela e Torregrotta

## Traffico
La linea è percorsa da treni merci e passeggeri di varie categorie (sia regionali che intercity) generalmente in carico a Trenitalia.